# Гуцул Володимир Олександрович
Володи́мир Олекса́ндрович Гуцул (нар. 1995, с. Мошанець, Чернівецька область) — український військовослужбовець, підполковник, командир 82-ої окремої десантно-штурмової бригади Збройних сил України, учасник російсько-української війни. Герой України (2022).

## Життєпис
Від 2014 року — у 80-й окремій десантно-штурмовій бригаді. Учасник АТО/ООС.
2019 року закінчив військовий заклад вищої освіти.
25 лютого 2022 року командир десантно-штурмової роти, старший лейтенант Володимир Гуцул одержав завдання утримати міст через Дніпро в Херсонській області. На  визначених позиціях він особисто протягом двох діб корегував вогонь артилерії та авіації, внаслідок чого знищено значну кількість ворожої техніки та сотні окупантів. Під час відступу 27 лютого відволік на себе ворожу авіацію та виконав визначене завдання, зберігши особовий склад, озброєння й техніку.
Завдяки його героїчним діям у Херсонській області вдалося знищити 25 одиниць техніки ворога та близько 300 окупантів.
На 2025 рік заступник командира 82-ої окремої десантно-штурмової бригади.
З березня 2025 року командир 82-ої окремої десантно-штурмової бригади.

## Нагороди
- звання «Герой України» з врученням ордена «Золота Зірка» (2022) — за особисту мужність і героїзм, виявлені у захисті державного суверенітету та територіальної цілісності України, вірність військовій присязі[5];
- орден «За мужність» III ступеня (2021) — за вагомий особистий внесок у зміцнення обороноздатності Української держави, мужність, виявлену під час бойових дій, зразкове виконання службового обов'язку та з нагоди Дня Незалежності України[6].